# ونترستد
ونترستد (به لاتین: Venterstad) یک شهرک در آفریقای جنوبی است که در Gariep Local Municipality واقع شده‌است.

## خصوصیات
ونترستد ۱۸٫۱ کیلومترمربع مساحت و ۴٬۹۸۹ نفر جمعیت دارد.